# Útok na mlýn (Weis)
Útok na mlýn je třetí opera českého skladatele Karla Weise z roku 1911 na vlastní libreto (ve spolupráci s Victorem Jossem a Richardem Batkou) podle známé povídky Émila Zoly Útok na mlýn (L'Attaque du moulin).

## Vznik a historie díla
Zolova protiválečná povídka Útok na mlýn byla značně populární a v napjaté době před 1. světovou válkou se stávala opět aktuální. Obrátil se k ní i Karel Weis, který hledal po řadě operet opět námět pro vážné hudebně-dramatické dílo. Zolův příběh sice již ve své opeře Útok na mlýn úspěšně zpracoval francouzský skladatel Alfred Bruneau (1893), jeho opera však v českých zemích hrána nebyla, a tím vznikl prostor pro Weisovo zpracování.
Karel Weis po roce 1900 komponoval své opery a operety na německé libreta, což vedlo zejména poté, co svého fenomenálně úspěšného Polského žida uvedl roku 1901 poprvé v pražském německém divadle, vedlo k rozkmotření s českou scénou, vytýkající mu nedostatek vlastenectví. I libreto Útoku na mlýn, které zpracoval sám ve spolupráci s Victorem Jossem a Richardem Batkou, napsal nejprve německy (půodně pod titulem 1870) a v němčině byl vydán i klavírní výtah. Příběh má však nepochybné protiněmecké vyznění, a proto nakonec našel uplatnění v pražském Národním divadle, které operu premiérovalo dne 29. března 1912 v překladu Josefa Vymětala. Přiměřený úspěch (8 představení) byl začátkem Weisovy rehabilitace v Národním divadle, které dále uvedlo revidované Blížence (1917), Lešetínského kováře (1920) a konečně roku 1926 i Polského žida. Útok na mlýn však reprízován nebyl a s ohledem na námět ani nebyl převzat německými divadly, i když na nich přetrvávala popularita Weisovy předchozí opery. Byl však záhy nastudován v českém divadle v Brně (premiéra 7. září 1912), ještě téhož roku v Lublani a v prosinci 1914 ve vídeňské Volksoper.
Weis v Útoku na mlýn opět využívá veristické, naturalistické postupy (ostatně podobně jako Bruneau). Důraz je kladen na dramatické zvraty v ději a vystižení atmosféry pomocí hutného orchestrálního doprovodu, značnou úlohu mají vojenská hudba, vojenské signály a jiné hudební prostředky vyjadřující vojsko a boj. Příběh je zaplněn vedlejšími postavami a hudebně postaven na ansámblových scénách. Charakteristika postav není nijak výrazně rozvinuta (ostatně Weis ve svém přepracování příběhu oproti Zolovi i Bruneauovi psychologii hrdinů zploštil). Jako v Polském židu a později Lešetínském kováři děj postupuje od idyly (zásnub) ke katastrofě.
Kritický ohlas opery nebyl příznivý. Skladatel a kritik Karel Boleslav Jirák komentoval její na efekt zaměřené hudební zpracování jako „muzikantskou pornografii“ a podle Zdeňka Nejedlého „bylo přímo trapné, co se tu dálo, na jevišti i v orchestru“.
Partituru opery vydalo nakladatelství Bote-Bock v Berlíně. Předehru a část 2. dějství nahrál roku 1954 pražský rozhlas. Zpívají Jaroslava Vymazalová, Beno Blachut, Ladislav Mráz, Pražský rozhlasový orchestr řídí František Dyk.

## Osoby a první obsazení
| osoba                                               | hlasový obor | premiéra (29.3.1912)   |
| --------------------------------------------------- | ------------ | ---------------------- |
| Devrieux                                            | baryton      | Otakar Chmel           |
| Françoise                                           | soprán       | Marja Bogucká          |
| Frédéric                                            | tenor        | Theodor Schütz         |
| Pruský setník                                       | bas          | Václav Kliment         |
| Učitel                                              | tenor        | Mirko (Vladimír) Štork |
| Sládek                                              | bas          | Emil Pollert           |
| Správce                                             | baryton      | František Šír          |
| Lesní adjunkt                                       | tenor        | Bedřich Bohuslav       |
| Seržant                                             | bas          | Jan Vildner            |
| Záložník                                            | bas          | Jiří Huml              |
| Svobodník                                           | tenor        | Josef Neumann          |
| Pěšák                                               | tenor        | Valentin Šindler       |
| Starý hudebník                                      | bas          | Robert Polák           |
| Služka                                              | soprán       | Vilemína Hájková       |
| Sedlák                                              |              | Josef Karásek          |
| Čeledín                                             | tenor        | Hynek Švejda           |
| Selka                                               |              | Eugena Engelbertová    |
| Dirigent: Bohumír Brzobohatý, režisér: Robert Polák |              |                        |

## Děj opery
Děj se odehrává v roce 1870, v době francouzsko-pruské války, ve mlýně stojícím o samotě u alsaských hranic.

### 1. dějství
Majitel mlýna z titulu opery a starosta vesnice Devrieux zasnubuje svou dceru Françoise s Frédéricem. Slavnost přeruší pochod útočících německých vojsk. Frédéric vystřelí naslepo několik ran do vojska a stává se tím nepřítelem, mlýn je obklíčen.

### 2. dějství
Ve mlýně panuje napjatý klid. Frédéric by měl být postaven na smrt, pruský setník mu však slibuje milost, pokud německé vojsko provede lesem; na rozhodnutí má lhůtu do rána. V noci se k Frédéricovi připlíží jeho snoubenka a přemluví jej k tomu, aby uprchnul. Frédéric na útěku zraní stráž.

### 3. dějství
Odplatou za Frédéricův zločin má být popraven mlynář. Frédéric se však vrací. Přípravy k jeho popravě jsou přerušeny příchodem francouzského vojska. Frédéric se přidává k Francouzům, v následující šarvátce však zahyne.